# Революционная улица (Руза)
Революционная улица — одна из улиц в центральной (исторической) части города Руза Московской области. Название улицы связано с событиями начала XX века, в результате которых к власти в России пришли большевики. В царской России улица носила название Никольской.

## Описание
Революционная улица берет свое начало от пересечения с улицей Гладышева и далее уходит в западном направлении. Заканчивается улица переходя в улицу Российская. По ходу движения с начала улицы ее пересекают Ульяновская улица, улица Солнцева, переулок Урицкого, Демократический переулок, а также переулок Володарского. По ходу движения с начала улицы справа примыкает Базарный проезд.
Нумерация домов по Революционной улице начинается со стороны улицы Гладышева.
Почтовый индекс улицы Революционная — 143103.

## Примечательные здания и сооружения
- Парк культуры и отдыха «Лукоморье» — Социалистическая улица, рядом с владением 53[3].
- Рузский районный суд — Социалистическая улица, владение 25[4].
- Администрация Рузского городского округа — улица Солнцева, владение 11[5].
- Георгиевский пруд с прилегающим сквером — на пересечении переулка Урицкого, Революционной улицы и Демократического переулка.
- Рузское медицинское училище — владение 60[6].
- Межрайонная инспекция Федеральной налоговой службы России № 21 по Московской области — владение 23.
- Рузская районная больница — владение 21 А.

## Транспорт
Движение общественного транспорта осуществляется по улицам, пересекающим Революционную улицу. Здесь проходят маршруты городских автобусов № 21, № 21/62, № 22, № 38, № 41, № 45, № 48.